# 堀田力也
堀田 力也（ほった りきや、1997年1月24日 - ）は、日本の子役である。
千葉県出身。2001年11月頃からムーン・ザ・チャイルドに所属し、『ベネッセコーポレーション「こどもちゃれんじ」』の付録ビデオで芸能界デビュー。

## 出演

### テレビドラマ
- 初体験（2002年3月、フジテレビ）ショウ役
- 愛の劇場 すずがくれた音（2004年9月 - 10月、TBS）石井真之介役

### CM
- 花王 弱酸性メリット 春夏・秋冬編（2002年）
- かっぱ寿司（2003年）
- NTT東日本（2006年）
- タカラトミー ポケモン図鑑DP（2007年）